# Стела «Город воинской славы» (Ковров)
Па́мятник-сте́ла «Го́род во́инской сла́вы» был открыт 8 мая 2014 года на площади Воинской славы в Коврове. Стела установлена в память о присвоении Коврову почётного звания «Город воинской славы».

## История
Город Ковров, главным промышленным предприятием которого является Завод имени Дегтярёва, играет важную роль в укреплении обороноспособности страны. С начала 1920-х годов в Коврове, ставшем городом оружейников, под руководством таких известных конструкторов, как В. Г. Фёдоров и В. А. Дегтярёв, конструировалось и выпускалось стрелковое оружие всех имевшихся в советской армии калибров под все принятые на вооружение боеприпасы для стрелкового оружия, а также малокалиберная артиллерия. В нём были созданы и серийно выпускались первые в стране ручные и танковые пулемёты, первые крупнокалиберные пулемёты, пистолеты-пулемёты, противотанковые ружья, первые отечественные (и самые массовые в мире во вторую мировую войну) автоматические авиационные пушки. В частности, получили известность пистолет-пулемёт Дегтярёва, пистолет-пулемёт Шпагина, противотанковое ружьё ПТРД, ручной и танковый пулемёты ДТ, авиационная пушка ШВАК. С самого начала Великой Отечественной войны, 22 июня 1941 года, в городе было введено военное положение, и оружейники перешли на непрерывную круглосуточную работу в две смены без выходных. За время войны главный завод города выпустил и отправил в действующую армию 1 202 481 единицу различного вооружения. А экскаваторный завод за годы войны изготовил 10 тысяч комплектов колёс для танка Т-34, 25 тысяч корпусов для реактивных снарядов, 40 тысяч корпусов для авиабомб, 2,5 млн корпусов мин. Режим обычного 8-часового рабочего дня был снова введён только 6 июня 1945 года. В ходе битвы за Москву с осени до конца декабря 1941 года Ковров находился на территории тылового района Западного фронта. В отряды народного ополчения добровольно записались 7885 ковровчан. Почти 20 тысяч ковровчан ушли на фронт, свыше 8 тысяч не вернулись с полей сражений. Несколько дивизий начинали свой путь к Победе в Коврове. Так, 144-я стрелковая дивизия 25 июня выехала на фронт из Ковровских летних лагерей. В Коврове формировались 41-я, 45-я и 55-я кавалерийские дивизии, 299-я стрелковая дивизия. Бойцы проходили военную подготовку в 1-й запасной кавалерийской бригаде. В городе были сформированы 2 стрелковых полка, 3 истребительных батальона, отдельный зенитный артиллерийский дивизион и партизанский отряд. Ковров был одним из главных пунктов формирования 10-й резервной армии. Первый из трёх построенных во Владимирской области бронепоездов, собранный и оснащённый в кратчайшие сроки, отправился на фронт из Коврова.
300 тружеников ковровских заводов были удостоены медали «За оборону Москвы». В 1978 году Указом Президиума Верховного Совета СССР «за заслуги трудящихся города в революционном движении, их вклад в борьбу с немецко-фашистскими захватчиками в годы Великой Отечественной войны, успехи, достигнутые в хозяйственном и культурном строительстве, и в связи с 200-летием основания» город награждён Орденом Трудового Красного Знамени. А после введения в 2006 году почётного звания «Город воинской славы» по инициативе организации ветеранов, поддержанной депутатами областного и федерального уровня, было направлено представление о присвоении Коврову этого высокого знака отличия, и Указом президента Российской Федерации от 3 ноября 2011 года № 1456 почётное звание было присвоено. 23 февраля 2012 года в Екатерининском зале Московского Кремля состоялась церемония вручения грамот о присвоении звания городам, в числе которых был Ковров. Грамоту из рук президента получили глава Коврова Виктор Романович Кауров, ветеран Великой Отечественной войны Александр Васильевич Щербаков, учащийся кадетского класса средней образовательной школы № 4 Максим Кретов.
В соответствии с Указом президента РФ от 1 декабря 2006 года № 1340, в каждом городе, удостоенном этого высокого звания, устанавливается стела, посвящённая этому событию. Архитектурно-скульптурное решение памятной стелы «Город воинской славы» утверждено Российским организационным комитетом «Победа» в 2008 году по результатам открытого всероссийского конкурса, в котором победил проект авторского коллектива в составе: заслуженный архитектор России И. Н. Воскресенский, Г. А. Ишкильдина, В. В. Перфильев, народный художник России С. А. Щербаков. В качестве места для памятника по итогам рассмотрения 21 варианта была выбрана примыкающая к проспекту Ленина площадь перед зданиями Завода имени В. А. Дегтярёва, получившая после благоустройства название площади Воинской славы. На торжественное открытие стелы 8 мая 2014 года, приуроченное к 69-й годовщине Великой Победы, собрались тысячи горожан, ветераны войны и труда и почётные гости, в том числе губернатор Владимирской области С. Ю. Орлова, в период работы заместителем председателя Совета Федерации активно способствовавшая принятию положительного решения по ходатайству о присвоении Коврову почётного звания. А 20 мая 2014 года мэры городов Воинской славы заложили на площади аллею городов Воинской Славы.
Символ мужества и воинской славы представляет собой полированную 10-тонную колонну дорического ордера высотой в 11,5 м из красного гранита. Наверху колонны — бронзовый государственный герб России, на постаменте в бронзовом картуше располагается текст Указа Президента РФ о присвоении почётного звания, а на оборотной стороне — бронзовый герб Коврова. Колонна установлена на площадке, по углам которой размещаются четыре гранитные тумбы с бронзовыми барельефами, посвящёнными событиям из истории Коврова, в том числе:
- Барельеф с выдержкой из указа императрицы Екатерины II от 1778 года о составлении Владимирского наместничества из 14 уездов и переименовании Коврова в город.
- Барельеф с текстом указа Президиума Верховного Совета СССР от 1978 года о награждении Коврова орденом Трудового Красного Знамени.
- Барельеф, посвящённый жителям Коврова — участникам Великой Отечественной войны.
- Барельеф, посвящённый жителям Коврова — труженикам тыла и истории бронепоезда «Ковровский большевик».
- Барельеф, посвящённый истории Ковровского экскаваторного завода и первого советского экскаватора «Ковровец».
- Барельеф, посвящённый истории Завода имени В. А. Дегтярёва.
- Барельеф, посвящённый предприятиям оборонно-промышленного комплекса современного Коврова.

Площадь мемориального комплекса — один гектар. Мемориал со стелой стал местом проведения торжественных мероприятий, в том числе посвящённых Дню города, дням воинской славы России, Дню защитника Отечества и Дню Победы. Высшей наградой города стал памятный знак «Ковров — город воинской славы», учреждённый в 2012 году. 28 августа 2014 года Почта России выпустила почтовую марку, а 2 ноября 2015 года Центральным банком России в обращение была выпущена памятная монета «Город воинской славы Ковров» достоинством 10 рублей. Роли города в обороне страны посвящены экспозиции музея Воинской славы — созданного после сооружения стелы подразделения Ковровского историко-мемориального музея, где хранятся орден Трудового Красного Знамени, грамота о присвоении звания «Город воинской славы» и Меч Победы, вручённый Коврову, как и другим городам воинской славы, 9 июня 2022 года в зале Славы Музея Победы в парке Победы на Поклонной горе в Москве. Изготовленный в Златоусте меч покрыт золотом высшей 999,9 пробы и инкрустирован уральскими самоцветами — гранатами, символизирующими пролитую кровь, и голубыми топазами, которые считаются символом мира. Длина мечей составляет 1,2 метра, вес — более пяти килограммов. На клинке, украшенном растительным орнаментом, высечены знаменитые слова князя Александра Невского: «Кто с мечом к нам придет, тот от меча и погибнет». Ранее, в апреле 2015 года, аналогичные Мечи Победы были переданы на вечное хранение городам-героям. 

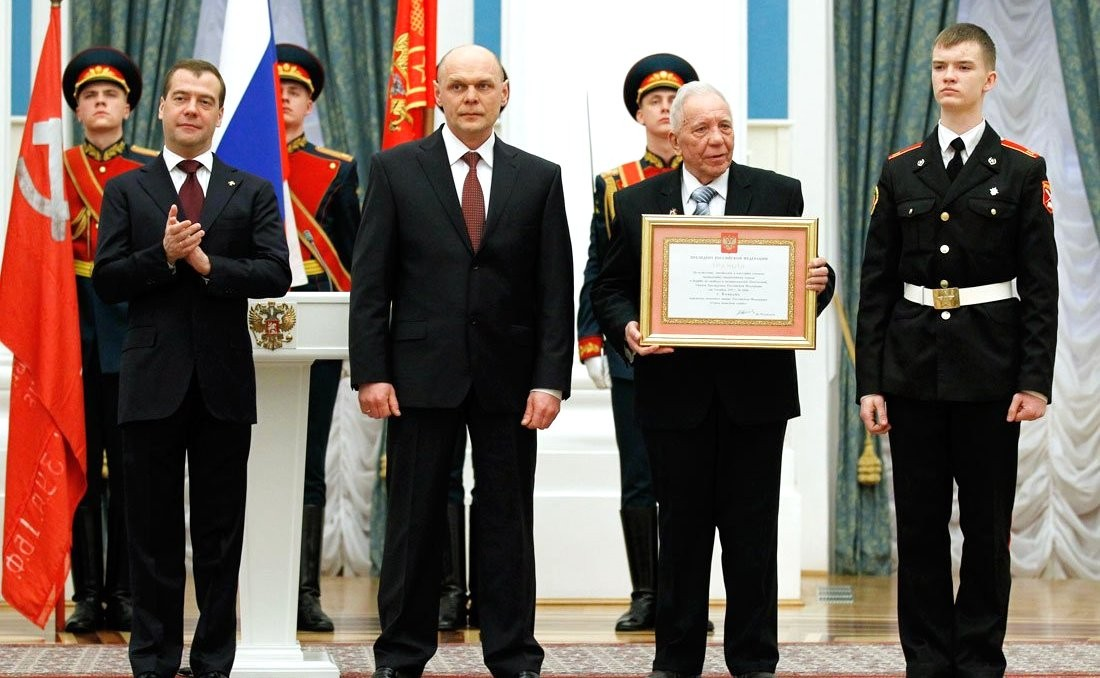
Вручение президентом представителям Коврова грамоты о присвоении почётного звания
Наградной знак
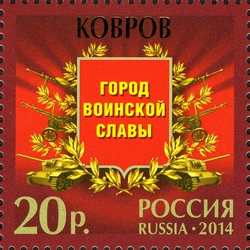
Памятная марка, посвящённая городу воинской славы
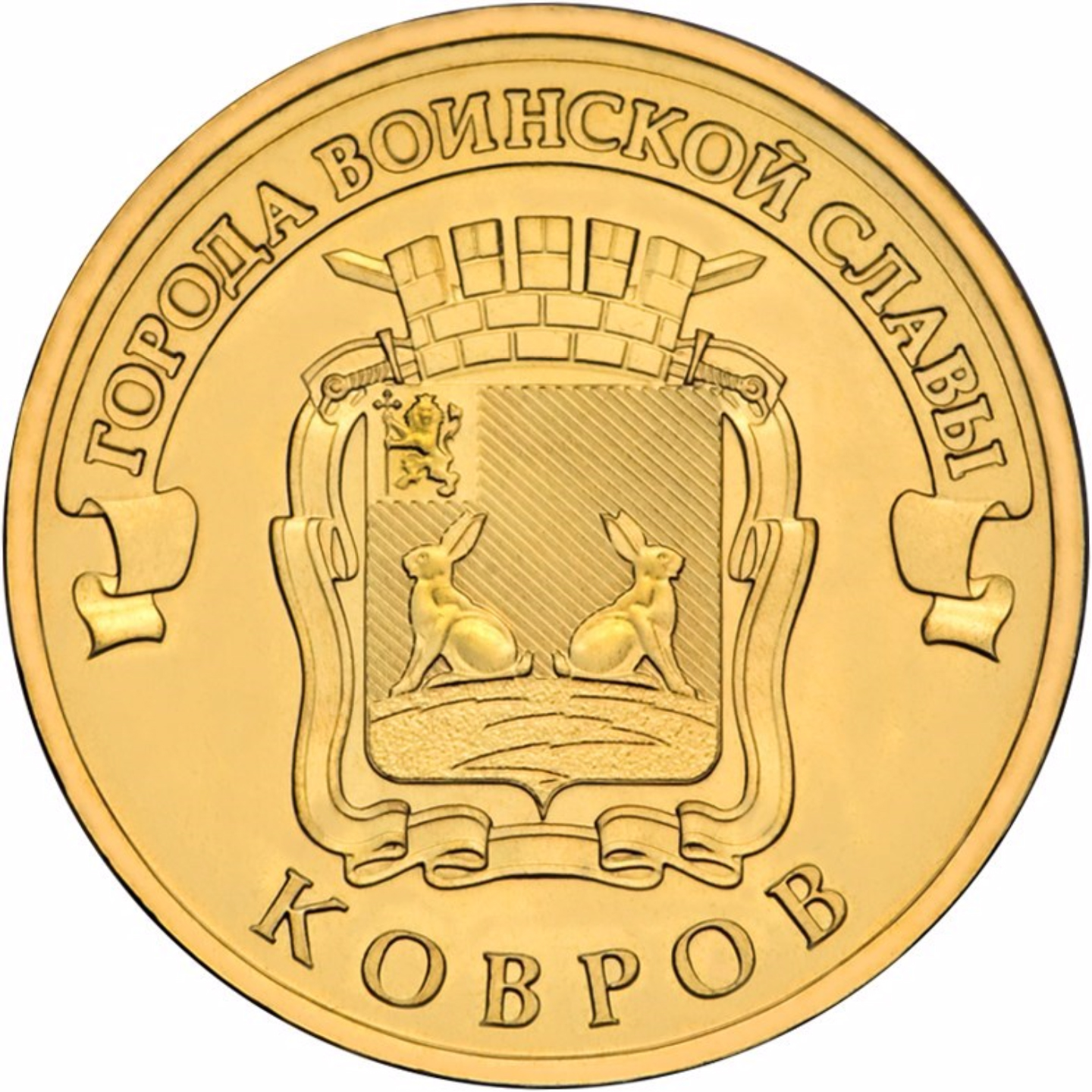
Изображение герба города воинской славы на монете